# اسکاتول
اسکاتول (به انگلیسی: Skatole) یک ترکیب شیمیایی با شناسه پاب‌کم ۶۷۳۶ است. شکل ظاهری این ترکیب، جامد بلوری سفید است که متعلق به خانوده ترکیبهای ایندول می باشد.